# Kōki Mizuno
Kōki Mizuno (水野 晃樹 Mizuno Kōki?, Shimizu (actualmente Shizuoka), Shizuoka, 6 de septiembre de 1985) es un exfutbolista japonés que jugaba de centrocampista.

## Selección nacional
Fue internacional con la selección de Japón en cuatro ocasiones.

## Clubes
| Club                     | País    | Año       |
| ------------------------ | ------- | --------- |
| JEF United Chiba         | Japón   | 2004-2007 |
| Celtic F. C.             | Escocia | 2008-2010 |
| Kashiwa Reysol           | Japón   | 2010-2012 |
| Ventforet Kofu           | Japón   | 2013-2014 |
| JEF United Chiba         | Japón   | 2015      |
| Vegalta Sendai           | Japón   | 2016      |
| Sagan Tosu               | Japón   | 2017-2018 |
| Roasso Kumamoto (cedido) | Japón   | 2018      |
| S. C. Sagamihara         | Japón   | 2019-2020 |
| Hayabusa Eleven          | Japón   | 2021-2022 |
| Iwate Grulla Morioka     | Japón   | 2023-2024 |

## Palmarés

### Títulos nacionales
| Título             | Club             | País  | Año  |
| ------------------ | ---------------- | ----- | ---- |
| Copa J. League     | JEF United Chiba | Japón | 2005 |
| Copa J. League     | JEF United Chiba | Japón | 2006 |
| J1 League          | Kashiwa Reysol   | Japón | 2011 |
| Supercopa de Japón | Kashiwa Reysol   | Japón | 2012 |
| Copa del Emperador | Kashiwa Reysol   | Japón | 2012 |